# Быстров, Виктор Михайлович
Ви́ктор Миха́йлович Быстро́в (16 марта 1931, Мытищи — 26 мая 1992, Раменский район) — советский боксёр наилегчайшей весовой категории, выступал на всесоюзном уровне во второй половине 1950-х — первой половине 1960-х годов. Чемпион Европы, чемпион СССР, обладатель Кубка Европы, победитель многих международных турниров и матчевых встреч. На соревнованиях представлял спортивное общество «Буревестник». Мастер спорта СССР (1956), заслуженный мастер спорта. Также известен как тренер по боксу, возглавлял детско-юношескую школу «Метеор», был старшим тренером молодёжной сборной Кубы.

## Биография
Родился 16 марта 1931 года в Мытищах.
Активно заниматься боксом начал в раннем детстве, проходил подготовку в спортивной секции Мытищинского машиностроительного завода под руководством тренера Николая Карцева. Позже присоединился к московскому спортивному обществу «Буревестник» и продолжил подготовку у тренера Георгия Джерояна. В бою преимущественно использовал игровой стиль, предпочитал действовать на дальней дистанции. Обладая хорошими реакцией и подвижностью, успевал нанести сопернику удар, парировать его атаку и успешно контратаковать.
Первого серьёзного успеха на ринге добился в 1955 году, когда дебютировал на первенстве СССР и сразу же выиграл серебряную медаль. Год спустя был бронзовым призёром, ещё через два года вновь добыл серебро. В 1960 и 1961 годах дважды подряд занимал третье место в зачёте национального первенства, а в 1962 году наконец заслужил звание чемпиона СССР в наилегчайшем весе. Благодаря череде удачных выступлений удостоился права защищать честь страны на чемпионате Европы в 1963 году в Москве — одолел здесь всех своих соперников и завоевал тем самым медаль золотого достоинства. За это достижение получил звание заслуженного мастера спорта. Последний раз выходил на ринг в качестве действующего боксёра в сезоне 1964 года, в последних международных матчах стал обладателем Кубка Европы. Всего в любительском боксе провёл 367 боёв.
Ещё в 1961 году Быстров окончил Государственный центральный институт физической культуры, поэтому после завершения спортивной карьеры вскоре перешёл на тренерскую работу. В течение 30 лет готовил молодых боксёров в детско-юношеской спортивной школе «Метеор» в городе Жуковский Московской области (ныне школа носит его имя). Также на четыре года уезжал в командировку на Кубу, где был старшим тренером молодёжной сборной страны, контролировал тренировочный процесс, занимался отбором наиболее талантливых учеников. В частности, отобрал в команду совсем юных Хуана Эрнандеса и Армандо Мартинеса, которые впоследствии стали олимпийскими чемпионами. За выдающиеся успехи на тренерском поприще Виктору Быстрову присвоено звание заслуженного тренера РСФСР.
Умер 26 мая 1992 года, похоронен на Островецком кладбище в Раменском районе.